# Saint-Gilles-les-Forêts
Saint-Gilles-les-Forêts – miejscowość i gmina we Francji, w regionie Nowa Akwitania, w departamencie Haute-Vienne.
Według danych na rok 1990 gminę zamieszkiwało 60 osób, a gęstość zaludnienia wynosiła 7 osób/km² (wśród 747 gmin Limousin Saint-Gilles-les-Forêts plasuje się na 532. miejscu pod względem liczby ludności, natomiast pod względem powierzchni na miejscu 588.).

## Populacja

Populacja Saint-Gilles-les-Forêtsw latach 1962–2008